# 異獣

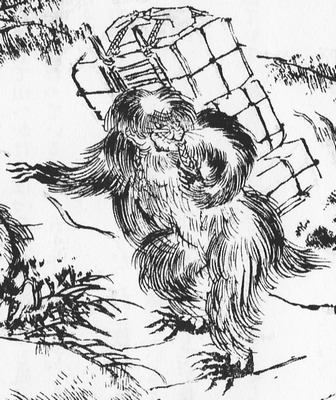
鈴木牧之『北越雪譜』より「異獣」

水木しげるロードに設置されている「異獣」のブロンズ像

異獣（いじゅう）とは、江戸時代、現在新潟県にあたる越後国魚沼郡に出現したとされる謎の生物である。「猿に似て猿に非ず」と形容される。越後の豪商・鈴木牧之が1841年（天保12年）に出版した『北越雪譜』第2編巻4に出現記録が載っている。

## 概要
『北越雪譜』には下記2篇の出現記録が記されていて、いずれもこの地方特産の織物・縮（ちぢみ）の生産者たちに伝わる逸話であることが特徴的である。

### 第1記録
ある年の夏の初めのこと。越後国魚沼郡堀内の問屋が、7里（約28キロメートル）離れた十日町の問屋へ急ぎ白縮を届けることになり、竹助という男が大荷物を背負って使いに出た 。7里の道のりの途中、山中で竹助は一休みして食事を取ろうとした。
そこへ谷間の根笹を押し分け、奇妙な獣が現れた。猿に似ているが猿ではなく、頭の毛が背中に垂れるほど長く、背丈は人間よりも大きかった。獣が弁当の焼飯を欲しいそぶりをするので、竹助は用心しつつも弁当をわけると、獣は嬉しそうに食べ始めた。
安心した竹助は、帰り道にも弁当をわけてあげようと告げ、そろそろ出発しようと荷物を手に取ろうとすると、それより先に獣が荷物を背負い、竹助の前を歩き始めた。お陰で竹助は苦もなく山道を歩ききることができた。
目的地近くの池谷村（十日町市池谷）が見えてくると、獣は荷物を降ろして山へと駆け去った。その速さたるや、疾風のようであった。今（『北越雪譜』執筆の頃）より40～50年前のことである。以来、この獣は山を通る者にしばしば目撃された他、人家を訪れて食べ物をねだることもあったという。

### 第2記録
先にも出た池谷村（十日町市池谷）のある者が14～15歳の頃の話として語るところでは、村娘の中に、問屋から指名で注文を受けるほどの腕前をもつ機織り名人がいた。
まだ冬の雪が残る頃、家族が全員外出し、この娘が1人で機織りをしていたところ、家の窓辺に異獣が現れた。娘は驚いて逃げようとしたが、作業上の理由で腰と織機とを結び付けていたため自由が効かず、どうにも出来ないでいたが、獣は危害を加える様子はなく、竈側にある飯櫃を見て物欲しげにしていた。
娘はこの獣に関する噂を聞いていたので、握り飯を2・3個作って与えてやると、獣は喜んで去っていった。その後も獣は娘が家に1人いる時に現れては飯をねだるようになり、娘も慣れて恐れを感じなくなっていった。
ある日、高い身分の者から急ぎでの縮の注文が入り、娘が製作に取り掛かった矢先、月水（生理）が始まってしまい、習わしから作業場に入れなくなってしまった。このままでは納期に間に合わない恐れがあり、娘も両親も悲嘆に暮れた。月水3日目の夕方、家族が農作業に出た隙に久しぶりに異獣が現れた。娘は粟飯を与えながら、危機的な状況の憂いを獣相手に語った。この時、獣はすぐに立ち去らず何か物思いするような様子の後に去っていった。その夜、突然娘の月水が止まり、驚きつつも急いで身を浄め、縮を完成させることが出来た。父親が問屋に品を納めた頃、俄に生理が再開した。娘は、異獣が助けてくれたのだと感じ、人々もこれを聞いて不思議な出来事に思いを馳せた。